# مارك يندلي
مارك يندلي (بالإنجليزية: Mark Lindley)‏ هو عالم موسيقى وأستاذ جامعي ومؤرخ أمريكي، ولد في 11 فبراير 1937 في واشنطن العاصمة في الولايات المتحدة.